# Tontelea corcovadensis
Tontelea corcovadensis är en benvedsväxtart som först beskrevs av Auguste François Marie Glaziou, och fick sitt nu gällande namn av Albert Charles Smith. Tontelea corcovadensis ingår i släktet Tontelea och familjen Celastraceae. Inga underarter finns listade.